# Ikeda Mitsutada
Mitsutada Ikeda (sinh ngày 18 tháng 6 năm 1984) là một cầu thủ bóng đá người Nhật Bản.

## Sự nghiệp câu lạc bộ
Mitsutada Ikeda đã từng chơi cho Mito HollyHock.